# 阿隆·克拉芬
阿隆·克拉芬（英語：Aaron Daniel Clapham；1987年1月15日—）是一位新西蘭足球運動員。他現在效力於新西兰足球锦标赛球隊威靈頓，此外他也代表新西蘭國家足球隊參加賽事，並且參加了2010年南非世界杯的賽事。在2007年時，他就曾代表新西蘭U20國家隊參加賽事。